# Gabriel Pelletier
Pour les articles homonymes, voir Pelletier.
Gabriel Pelletier (né en 1958 à Montréal) est un réalisateur, scénariste, producteur et acteur québécois.

## Filmographie

### Comme réalisateur

#### Cinéma
- 1992 : L'Automne sauvage
- 1994 : Meurtre en musique
- 1996 : Karmina
- 2000 : La Vie après l'amour
- 2001 : Karmina 2
- 2007 : Ma tante Aline
- 2011 : La Peur de l'eau

#### Télévision
- 1988 : War of the Worlds
- 1991 : Mortelle Amnésie (Shadows of the Past)
- 1993 : Les Anges de la ville (Sirens)
- 1998 : Réseaux
- 1998 : Émilie de la nouvelle lune (Emily of New Moon)

#### Vidéoclip
- 1988 : Amère America, de Luc De Larochellière

### Comme scénariste
- 1992 : L'Automne sauvage
- 1996 : Karmina
- 2001 : Karmina 2

### Comme producteur
- 2003 : Sur le seuil
- 2004 : Les Aimants

### Comme acteur
- 1994 : Meurtre en musique : réalisateur télé
- 2007 : Nuit chaude dans CDN (l'étudiant de Polytechnique de Montréal).

## Distinctions

### Récompenses
- 2012 : Insigne de Cristal du meilleur film - Grand Prix du Festival au Festival international du film policier de Liège pour La Peur de l'eau